# Mokobody (gemeente)
De gemeente Mokobody is een landgemeente in het Poolse woiwodschap Mazovië, in powiat Siedlecki.
De zetel van de gemeente is in Mokobody.
Op 30 juni 2004 telde de gemeente 5343 inwoners.

## Oppervlakte gegevens
In 2002 bedroeg de totale oppervlakte van gemeente Mokobody 119,17 km², waarvan:
- agrarisch gebied: 78%
- bossen: 17%

De gemeente beslaat 7,43% van de totale oppervlakte van de powiat.

## Demografie
Stand op 30 juni 2004:
| Omschrijving                   | Totaal | Totaal | Vrouwen | Vrouwen | Mannen | Mannen |
| ------------------------------ | ------ | ------ | ------- | ------- | ------ | ------ |
| eenheid                        | aantal | %      | aantal  | %       | aantal | %      |
| inwoners                       | 5343   | 100    | 2571    | 48,1    | 2772   | 51,9   |
| bevolkingsdichtheid (inw./km²) | 44,8   | 44,8   | 21,6    | 21,6    | 23,3   | 23,3   |

In 2002 bedroeg het gemiddelde inkomen per inwoner 1290,67 zł.

## Administratieve plaatsen (sołectwo)
Bale, Dąbrowa, Jeruzale, Kapuściaki, Kisielany-Kuce, Kisielany-Żmichy, Księżpole-Jałmużny, Księżpole-Smolaki, Mokobody (sołectwa: Mokobody I en Mokobody II), Mokobody-Kolonia, Męczyn, Męczyn-Kolonia, Niwiski I, Niwiski II, Osiny Dolne, Osiny Górne, Pieńki, Skupie, Świniary, Wesoła, Wólka Proszewska, Wólka Żukowska, Zaliwie-Brzozówka, Zaliwie-Piegawki, Zaliwie-Szpinki, Zemły, Ziomaki, Żuków.

## Aangrenzende gemeenten
Bielany, Grębków, Kotuń, Liw, Siedlce, Suchożebry